# I liga seria A polska w piłce siatkowej mężczyzn (1998/1999)
I liga seria A polska w piłce siatkowej mężczyzn 1998/1999 − 63. edycja rozgrywek o mistrzostwo Polski w piłce siatkowej mężczyzn.

## Drużyny uczestniczące
| | I liga seria A 1998/1999         |    |      |
| --- | -------------------------------- | -- | ---- |
| KED | Mostostal-Azoty Kędzierzyn-Koźle | 1  | PEMK |
| SZC | Bosman Morze Szczecin            | 2  | CEV  |
| NYS | Citroën Stal Hochland Nysa       | 3  |      |
| RAD | Warka Strong Czarni Radom        | 4  |      |
| CZE | AZS Yawal Częstochowa            | 5  | PEZP |
| GOR | Stilon Gorzów Wielkopolski       | 6  |      |
| SOS | Kazimierz Płomień Sosnowiec      | 7  |      |
| RDL | Górnik Radlin                    | 8  |      |
| JAS | Jastrzębie Borynia               | 9  |      |
| LEG | Legia Warszawa                   | 10 |      |
| | Awans z serii B                  |    |      |
| BIE | BBTS Polmos Bielsko-Biała        | 1  |      |
| WRO | Gwardia Wrocław                  | 2  |      |
| Oznaczenia: - kolumna pierwsza – skróty nazw drużyn wpisane na mapie (jeśli ta została zamieszczona), - kolumna trzecia – miejsce zajęte przez daną drużynę w poprzednim sezonie. |                                  |    |      |

## Klasyfikacja końcowa
| Miejsce | Drużyna                          |
| ------- | -------------------------------- |
| 1       | AZS Yawal Częstochowa            |
| 2       | Mostostal-Azoty Kędzierzyn-Koźle |
| 3       | Stilon Gorzów Wielkopolski       |
| 4       | Bosman Morze Szczecin            |
| 5       | Warka Strong Czarni Radom        |
| 6       | Citroën Stal Hochland Nysa       |
| 7       | Jastrzębie Borynia               |
| 8       | Kazimierz Płomień Sosnowiec      |
| 9       | Legia Warszawa                   |
| 10      | Górnik Radlin                    |
| 11      | BBTS Polmos Bielsko-Biała        |
| 12      | Gwardia Wrocław                  |

     Puchar Europy Mistrzów Klubowych 1999/2000
     Puchar CEV 1999/2000
     Puchar Europy Zdobywców Pucharów 1999/2000
     spadek do serii B